# Orchopeas caedens
Orchopeas caedens är en loppart som först beskrevs av Jordan 1925.  Orchopeas caedens ingår i släktet Orchopeas och familjen fågelloppor.

## Underarter
Arten delas in i följande underarter:
- O. c. caedens
- O. c. durus